# Николай (Месиакарис)
Архиепископ Николай (греч. Αρχιεπίσκοπος Νικόλαος, в миру Евфимий Мессиакарис греч. Ευθύμιος Μεσσιακάρης; 19 мая 1924, Кардица — 20 октября 2013, Афины) — иерарх греческой старостильной юрисдикции ИПЦ Греции «матфеевцы»; архиепископ Афинский и всей Эллады (2003—2013) и Председатель «матфеевского» Синода ИПЦ Греции.

## Биография
Родился 6 (19) мая 1924 года в районе Педион города Кардица, в Фессалии от благочестивых родителей Георгия и Александры. Начальное образование получил в Кардице, а несколько лет спустя в течение четырёх лет посещал частные уроки филологии.
Имея призвание к монашеству, поступил в 1940 году в мужской монастырь Преображения Господня в Кувара в Аттике под духовное руководство игумена Матфея (Карпафакиса) и 6 (19) декабря 1943 года был пострижен в рясофор с наречением имени Николай.
8 (21) сентября 1948 года был пострижен в монашество. В монастыре нёс послушание по иконописанию, а также типикариса (уставщика). 8 сентября 1948 года принял пострижение в великую схиму.
B 1951 году, во время гонений на представителей старостильного движения, был арестован, насильно побрит и лишён монашеских одежд и заключён в тюрьму.
20 декабря 1956 (2) января 1957 года был хиротонисан во иеродиакона, а 12 (25) апреля 1957 года — в сан иеромонаха и с 1958 года исполнял обязанность монастырского духовника. Позднее проходил приходское служение на многих старостильных приходах в Греции. В 1970 году был возведён в достоинство архимандрита.
В 1973 году был избран Священным синодом митрополитом Пирейским и Островов. Его рукоположение в епископский сан было совершено митрополитом Салоникийским Дмитрием и другими иерархами 26 января 1973 года в Преображенском монастыре.
В должности митрополита Пирейского и Островов он развил активную церковную деятельность, реорганизовав митрополию. Основал ряд церковных лагерей, в том числе в Селинья на острове Саламина, где в настоящее время находится Управление митрополии; воздвиг трёхпрестольный храм в честь Святых Николая, Георгия и Екатерины, издавал на протяжении многих лет газету «Пирейское Церковное Известие» и журнал «Страшная Защита», а также написал и опубликовал множество изданий назидательного содержания и книг.
В 1974 году в связи с соответствующим решением Синода, принимал участие в делегации, направленной в Америку по церковным делам, а в 1996 году снова посетил Америку с архиепископом Афинским Андреем (Анестисом). В 2000 году находился с архипастырским визитом в Австралии, а в 2001 году совершил поездку в Кению, где впервые был освящён православный храм и учреждена миссия во главе с архимандритом Матфеем (Муроки).
30 мая 2003 года Священным синодом Истинной Православной Церкви Греции был избран архиепископом Афинским и стал четвёртым первоиерархом данной старостильной юрисдикции.
Скончался 20 октября 2013 года.